# Кремосо
Кремосо (на испански: Cremoso) е прясно сирене от краве мляко, със или без добавка на сметана, което се прави в Аржентина.
Кремосо е меко сирене, с 45 – 55 % водно съдържание. То няма кора, и се предлага за продажба в запечатани вакуумирани пакети.
Днес Кремосо е най-консумираното сирене в Аржентина и представлява почти 40 % от местното производство на сирене.
Консумира се със сладки конфитюри и десерти, а напоследък и при приготвяне на пици като заместител на италианското Моцарела.